# قائمة المواقع والمعالم المصنفة في ولاية تمنراست
هذه قائمة حصرية للمواقع الأثرية و المعالم التاريخية المصنفـــة حسب وزارة الثقافة والاتصال (الجزائر) لولاية تمنراست
| رقم    | اسم                                        | وصف | موقع | مدينة | قسم     | الإحداثيات | صورة        |
| ------ | ------------------------------------------ | --- | ---- | ----- | ------- | ---------- | ----------- |
| 11-001 | أبالسة و ضريح الذي يدعى تينهنان ( الأهقار) |     |      |       | تمنراست |            | Upload file |